# Haifaa al-Mansour
Haifaa al-Mansour (in arabo هيفاء المنصور; Al Zulfi, 10 agosto 1974) è una regista saudita, prima regista donna dell'Arabia Saudita. Ha avuto successo con i suoi primi cortometraggi e documentari, influenzando una vasta gamma di registi esordienti e non in patria, dove è sia lodata che diffamata, a causa dei suoi argomenti considerati "tabù" nel Regno saudita, come la tolleranza, i pericoli dell'ortodossia e la critica alla cultura restrittiva araba.

## Biografia
Haifaa al-Mansour è l'ottava figlia (di dodici) del poeta Abdul Rahman Mansour, che la introdusse al mondo dei film attraverso i video, visto che non ci sono cinema in Arabia Saudita. Laureata in Lettere all'Università Americana del Cairo, ha completato un Master in Regia presso l'Università di Sidney. Haifaa al-Mansour ha vissuto in Bahrein per alcuni anni con suo marito, un diplomatico americano, e i loro due figli.
Ha iniziato la sua attività di regista con tre cortometraggi, Who?, The Bitter Journey, e The Only Way Out. The Only Way Out ha vinto premi negli Emirati Arabi Uniti e nei Paesi Bassi. In seguito ha realizzato il documentario Women Without Shadows, che ha a che fare con le vite nascoste delle donne in Medio Oriente. È stato visto in 17 festival internazionali del cinema. Il film ha ricevuto la Golden Dagger per il miglior documentario al Mascate Film Festival, in Oman e una menzione speciale dalla giuria nella quarta edizione dell'Arab Film Festival a Rotterdam. Haifaa al-Mansour è stata ospite al ventottesimo Three Continents Festival a Nantes, in Francia. Con il film La bicicletta verde ha ottenuto una candidatura ai Premi BAFTA 2014 nella categoria "miglior film straniero".
La regista non era intenzionata a fare film incentrati sulla questione femminile, ma trovò semplicemente che tale questione fosse troppo importante per non essere affrontata. Sia Who? che Women Without Shadows hanno a che fare con l'uso dell'abaya. Per questi cortometraggi ha ricevuto lettere d'odio e critiche che la accusavano di essere ostile alla religione in generale, accuse che lei puntualmente rigetta. Haifaa al-Mansour ritiene, tuttavia, che l'Arabia Saudita debba assumere una visione più critica rispetto a determinati aspetti della propria cultura. Essa ha anche ricevuto però richieste da parte di cittadini sauditi che la incoraggiano a discutere di argomenti solitamente considerati tabù.

## Filmografia

### Regista
- Women Without Shadows – documentario (2005)
- La bicicletta verde (Wadjda) (2012)
- Mary Shelley - Un amore immortale (Mary Shelley) (2017)
- Dacci un taglio (Nappily Ever After) (2018)
- La candidata ideale (The Perfect Candidate) (2019)
- The Good Lord Bird - La storia di John Brown (The Good Lord Bird) – miniserie TV, 2 puntate (2020)
- Archive 81 - Universi alternativi (Archive 81) – serie TV, episodi 1x05 e 1x06 (2022)
- Tales of the Walking Dead – serie TV, episodio 1x04 (2022)
- Fear the Walking Dead – serie TV, episodio 8x11 (2023)

### Sceneggiatrice
- La bicicletta verde (Wadjda) (2012)
- Mary Shelley - Un amore immortale (Mary Shelley), regia di Haifaa al-Mansour (2017)

### Produttrice
- Keif al-hal?, regia di Izidore K. Musallam (2006)